# Nikola Mitrović
Nikola Mitrović (szerbül: Никола Митровић; Kruševac, 1987. január 2. –) szerb válogatott labdarúgó. 2023. februárjában magyar állampolgársági vizsgát tett.

## Pályafutása

### Klubcsapatokban
Mitrović tízévesen csatlakozott szülővárosa csapatához, a Napredak Kruševachoz, ahol 2004-ben került fel a felnőtt kerethez. Az ezt követő három szezonban több mint száz bajnokit játszott, a Napredak 2007-ben pedig feljutott a szerb első osztályba.

#### Partizan
2007. július 23-án három évre szóló szerződést írt alá a Partizan Belgráddal. Posztriválisa a brazil Juliano Roberto Antonello volt, így első idényében Mitrović tizennyolc alkalommal kapott lehetőséget és ünnepelt a szezon végén bajnoki címet és kupagyőzelmet. 2008 nyarán kölcsönbe visszakerült a Napredakhoz, hat hónappal később pedig az orosz Nizhny Novgorod igazolta le. 2010 januárjában újra visszatért nevelőklubjához.

#### Újpest és Videoton
2010 nyarán Mitrović újra légiósnak állt és az Újpest FC-hez igazolt. A 2010–2011-es bajnokságban egy mérkőzést hagyott ki a harmincból, a Ferencváros elleni 6-0-s győzelem alkalmával pedig betalált a rivális zöld-fehér csapat kapujába.  
2011. június 28-án kétéves szerződést írt alá a Videotonhoz. Stabil tagja lett a kezdőcsapatnak, első idényében pedig Ligakupát nyert a székesfehérvári csapattal. A 2012-13-as szezonban összesen ötven tétmérkőzésen kilenc alkalommal volt eredményes és szerepelt az Európa-liga csoportkörében is. 

#### Maccabi Tel-Aviv
2013. augusztus 4-én az izraeli Makkabi Tel-Avivhoz szerződött. Paulo Sousa már a Videotonnál is edzője volt Mitrovićnak, és a Maccabinál is alapember lett a portugál edzőnél. A  2014-15-ös bajnokságban bajnoki címet ünnepelhetett, a következő szezonban pedig szerepelt a Bajnokok Ligája csoportkörében. 2016. január 10-én saját kérésére bontották fel a szerződését.

#### Kína és Ciprus
Következő nap aláírt a kínai másodosztályban szereplő Sanghaj Shenxinhez, de csak fél évet töltött itt, majd visszatért Izraelbe, a Bné Jehúdához. Újabb fél évet követően a ciprusi Anórthoszi Ammohósztu játékosa lett.

#### Újra Napredak, majd Wisła Kraków
Bár szó volt róla, hogy Mitrović újra a magyar bajnokságba igazol, végül újra hazatért a Napredak Kruševachoz. 2018 januárjában a lengyel Wisła Kraków szerződtette.
A lengyel csapatban 15 bajnoki mérkőzést játszott hat hónap alatt, majd az azeri Keşla csapatában folytatta pályafutását.

#### Zalaegerszegi TE
2019 júliusában visszatért Magyarországra és az élvonalba feljutó Zalaegerszegi TE játékosa lett. 32 tétmérkőzésen három gólt szerzett és hat gólpasszt adott a csapat színeiben a 2019-2020-as szezonban.

#### Újpest FC
2020. július 1-jén hivatalosan is az Újpest FC játékosa lett, a 2010–2011-es idény után visszatérve a lila-fehér csapathoz. A 2021/22-es szezonban bekerült az M4 álomtizenegyébe.

#### Budapest Honvéd
2022. május 30-án bejelentették, hogy Budapest Honvédba igazolt. 2023. május 10-én szerződést bontottak vele.

#### Budapesti VSC
2023. július 26-án a zuglói BVSC csapatába igazolt. Az szezon végén ingyen távozott a klubtól.

### Edzőként

#### Újpest
2025. április 10-én jelentették be, hogy az Újpest asszisztens edzőjeként Bartosz Grzelak munkáját segíti.

## Mérkőzései a szerb válogatottban
Mitrovic eddig 1 mérkőzésen játszott Szerbia színeiben, még 2010-ben.
| #  | Dátum            | Ellenfél | Eredmény | Kiírás              | Esemény |
| -- | ---------------- | -------- | -------- | ------------------- | ------- |
| 1. | 2010. április 7. | Japán    | 3 – 0    | barátságos mérkőzés | 69'     |

## Sikerei, díjai
Partizan
- Szerb bajnok: 2007–08
- Szerb kupagyőztes: 2007–08

 Videoton
- Magyar ligakupagyőztes: 2011–12
- Magyar szuperkupagyőztes: 2011, 2012

 Újpest FC
- Magyar kupagyőztes: 2020–21

 Makkabi Tel Aviv
- Izraeli bajnok: 2013–14, 2014–15
- Izraeli kupagyőztes: 2014–15
- Toto-kupa-győztes: 2014–15